# Leucopsacidae
Leucopsacidae é uma família de esponjas marinhas da ordem Lyssacinosida.

## Gêneros
- Chaunoplectella Ijima, 1896
- Leucopsacus Ijima, 1898
- Oopsacas Topsent, 1927